# Hyundai ix20
Hyundai ix20 — компактвен, розроблений південнокорейським підрозділом Hyundai. 
Вперше був показаний на Паризькому автосалоні в 2010 році. Автомобіль випускався на заводі в Чехії і продавався виключно в країнах Європи.

## Опис

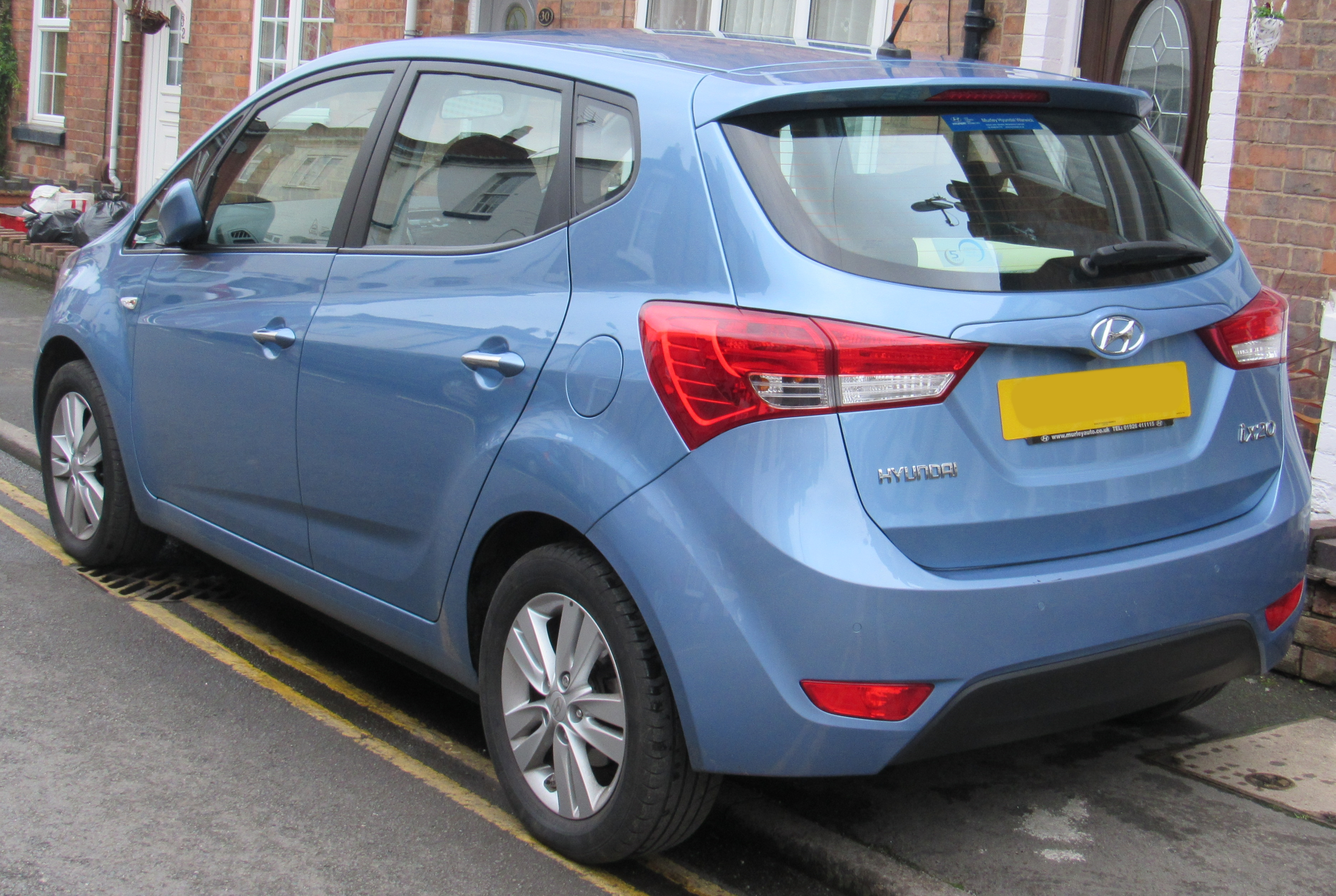
Hyundai ix20 (2010-2015)

Машина зайняла в модельному ряду марки Hyundai місце моделі Matrix. 

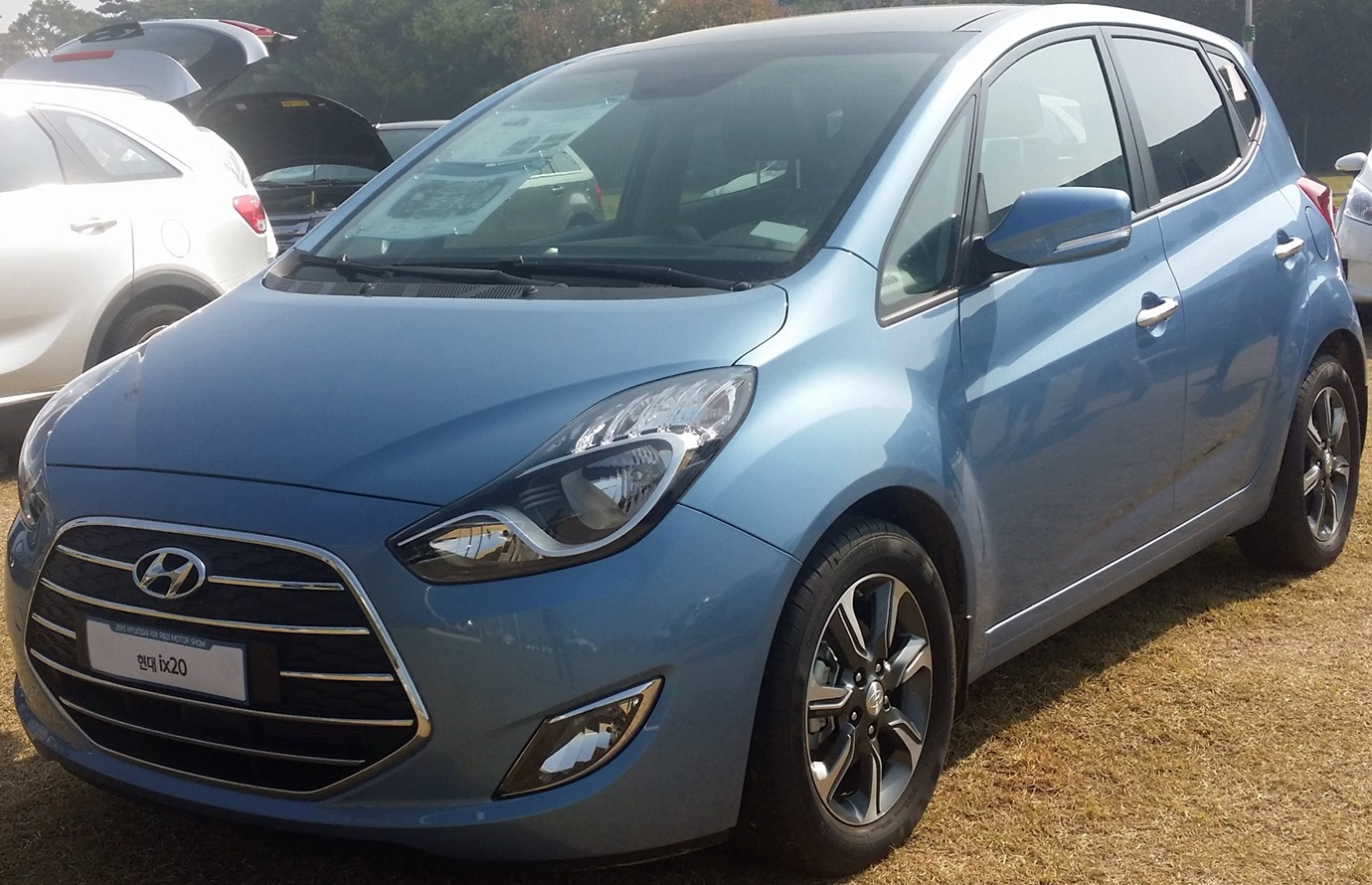
Hyundai ix20 (2015-2018)

Автомобіль є аналогом моделі Kia Venga і відрізняється від неї іншим оформленням. Оснащується бензиновими моторами об'ємом 1.4 л (90 к.с.) і 1.6 л (125 к.с.), а також турбодизелями 1.4 л (90 к.с.) і 1.6 л (116 к.с.).
В 2015 році модель оновили з оновленим дизайном, обладнанням та технічною частиною.
Салон отримав нове обладнання, включаючи підігрів керма та аудіосистему нового покоління з можливістю підключення до iPod і вбудованою системою My Music (1 ГБ пам’яті), а також підключенням Bluetooth і підключенням USB і AUX. Оновлений Hyundai ix20 також доступний у двох нових кольорах салону (чорний і двоколірний бежевий) для тканинної оббивки. Стандартне обладнання безпеки включає шість подушок безпеки, ESP, ABS і EBD.
З технічної точки зору, ix20 став доступний з новою шестиступінчастою автоматичною коробкою передач і деякими оновленнями потужності та крутного моменту для двигунів. Два дизельних двигуна отримали більший крутний момент (240 Нм для 1,4-літрового і 260 Нм для 1,6-літрового) від 1500 обертів на хвилину, тоді як 1,6-літровий бензиновий агрегат тепер можна придбати з новою шестиступінчастою автоматичною коробкою передач, яка замінює попередній чотириступінчастий автомат.
Технології економії палива включають інтегровану систему Stop & Go (ISG), шини з низьким опором коченню, систему керування генератором (AMS) і «активну повітряну заслінку» для зменшення опору в передній решітці.